# Porto de Marín e Ria de Pontevedra
O porto de Marín e Ria de Pontevedra está localizado nos municípios de Marín e Pontevedra, na Galiza (Espanha). Fica na margem sul da Ria de Pontevedra.
O porto se estende de Punta Pesqueira, no município de Marín, a Placeres, no município de Pontevedra. É usado como porto comercial (contentores, carga a granel) e porto de pesca. Também é usado como uma marina.

## História
A atividade portuária é atestada em Pontevedra e a sua ria desde a Antiguidade, graças ao miliário romano, preservado no museu de Pontevedra e cuja inscrição se refere à sua importância como meio de comunicação marítima.
No século XVI, Pontevedra era a cidade mais importante da Galiza e o porto de Pontevedra era o mais ativo da região e o noroeste da Espanha. Alguns historiadores estimam que o movimento econômico gerado pela instalação possa chegar a 80.000 ducados por ano.
No século XVII, o porto de Pontevedra começou a declinar devido à falta de profundidade necessária para navios cada vez maiores e devido ao assoreamento causado pelas inundações do Lérez. A atividade portuária será gradualmente transferida para Marín.
Em meados do século XVIII, a ria de Pontevedra inicia a sua decolagem comercial e industrial. A sua riqueza em termos de pesca explica o estabelecimento de muitas fábricas de sal e conservas e outras atividades relacionadas ao mar. O desenvolvimento e a importância do porto de Marín foram demonstrados no século XVIII, graças ao mosteiro de Oseira, que o abriu à pesca e ao comércio exterior.
Em 1861, o porto de Marin se tornou um importante ponto de partida para novas rotas para a América. Foi lançado um serviço de viagem de ida e volta direta para Buenos Aires e Montevidéu. Em 1868, Marín se tornou um distrito marítimo de primeira classe na Espanha e se beneficiou dos serviços de muitos consulados da Europa e da América do Sul devido ao importante movimento comercial e migratório.
Em 1883, a Câmara Municipal de Pontevedra solicitou que o porto de Marín fosse um porto de interesse geral e, assim, foi qualificado em 30 de agosto de 1886 .
Em 5 de março de 1933, a sede da autoridade portuária foi inaugurada em As Corbaceiras, no porto de Pontevedra.
Em 1992, com a Lei de Portos do Estado e da Marinha Mercante, a entidade responsável pelo porto de Marín tornou-se a autoridade portuária de Marín e Ría de Pontevedra.
Em 30 de julho de 2010, a nova sede da autoridade portuária será inaugurada dentro do porto, no Parque Cantodarea, em Marín.

## Docas
O porto de Marín possui um total de 1.806 metros de docas comerciais para tráfego marítimo e 2.686 metros de docas de pesca utilizadas para atividades de pesca e aprovisionamento. O porto tem mais de 75 hectares de espaço portuário e mais de 9.800 hectares de área marítima.

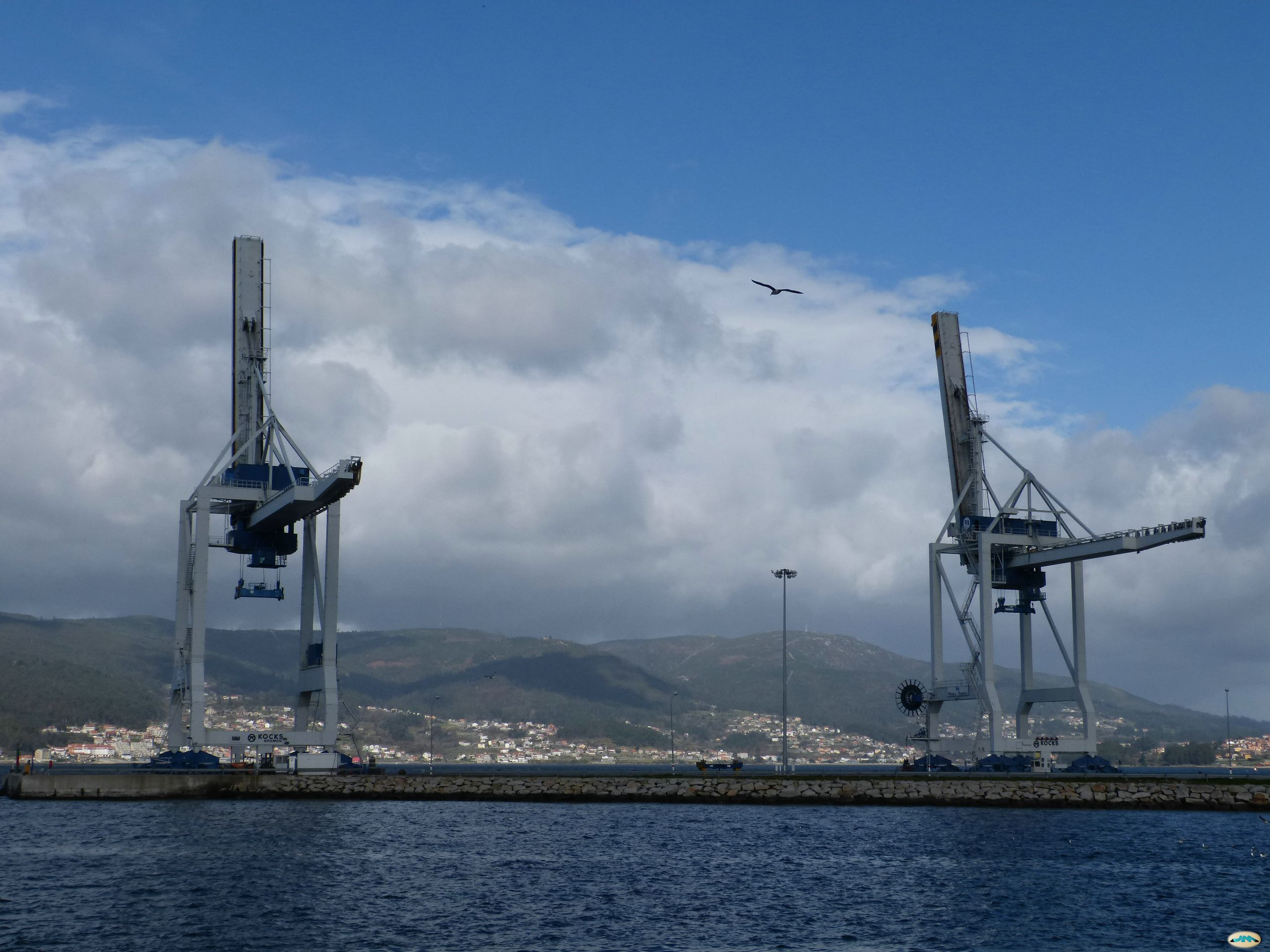
Guindastes no porto de Marín

O porto tem, entre outras coisas, um mercado portuário do peixe com ar condicionado, um terminal coberto, uma rede ferroviária interna, um posto de inspecção fronteiriço e dois estaleiros navais.

### Docas comerciais
- Cais comercial de Marín: Mercadorias gerais
- Novo Cais comercial de Marín  0: Reparos
- Novo Cais comercial  1: mercadorias gerais
- Cais Manuel Leirós 1: carga a granel sólida por instalação especial, mercadorias em geral
- Cais Manuel Leirós 2: carga a granel sólida por instalação geral, mercadorias em geral
- Cais comercial do sul: mercadorias em geral
- Cais cruzado Manuel Leirós: mercadorias em geral
- Cais Adolfo Reboredo 1: Navios porta - contentores, mercadorias em geral
- Cais Adolfo Reboredo 2: Navios porta - contentores, mercadorias em geral
- Cais Adolfo Reboredo 3: Navios porta - contentores, mercadorias em geral
- Cais leste d'expansão: mercadorias em geral
- Cais oeste: mercadorias em geral, a carga a granel

### Docas de pesca
- Cais de pesca norte
- Cais de pesca leste
- Cais de pesca sul
- Cais de pesca costeira ocidental
- Cais de pesca costeira leste
- Cais de pesca de costeira sul
- Rampa de pesca costeira
- Cais flutuantes
- Pontão de passageiros da Ria
- Cais da Ilha de Ons
- Cais de reparo 1
- Cais de reparo 2

## Tráfego

### Tráfego comercial
Em 2017, o tráfego total do porto de Marín e da ria de Pontevedra foi de 2.523.054 toneladas. O volume de vendas a granel representou 915.812 toneladas por ano. Os produtos mais frequentemente importados são frutas, cereais, polpa de papel, peixe congelado ou produtos siderúrgicos.
O tráfego aumentou significativamente nos últimos anos, graças, nomeadamente, ao terminal de contentores, que gerou um movimento de 88 938 toneladas em 2017.

## Ligações rodoviárias e ferroviárias

### Conexões internas

#### Trânsito
Os cais são conectados por uma rede de estradas internas de pedras de granito sobre concreto.

#### Caminho de ferro
O porto de Pontevedra possui uma rede ferroviária interna que permite o acesso a áreas de descarga e depósitos.

### Conexões com o exterior

#### Trânsito
O porto está conectado à rodovia circular de Pontevedra, permitindo fácil acesso ao resto do país, em particular pela AP-9 ( Corunha - Tui ).
PO-11 é uma rodovia urbana de 4  km aproximadamente, que liga a AP-9 e a PO-10 ( anel viário ao sul de Pontevedra ) ao porto de Marín, localizado a sudoeste da aglomeração. Serve o porto e fornece acesso direto ao porto sem cruzar Pontevedra a partir da AP-9 . Estende o anel viário para o sul ( PO-10 ) e atravessa o AP-9 ao sul de Pontevedra . Em seguida, ela se ramifica com a estrada de penetração oeste ( PO-12 ), a sudoeste da aglomeração, e segue a costa atlântica até o porto de Marín.

#### Caminho de ferro
A ferrovia na área de serviço do porto de Marín está conectada à rede nacional através da estação principal de Pontevedra, permitindo o transporte de mercadorias através da RENFE .

## Galeria de imagens

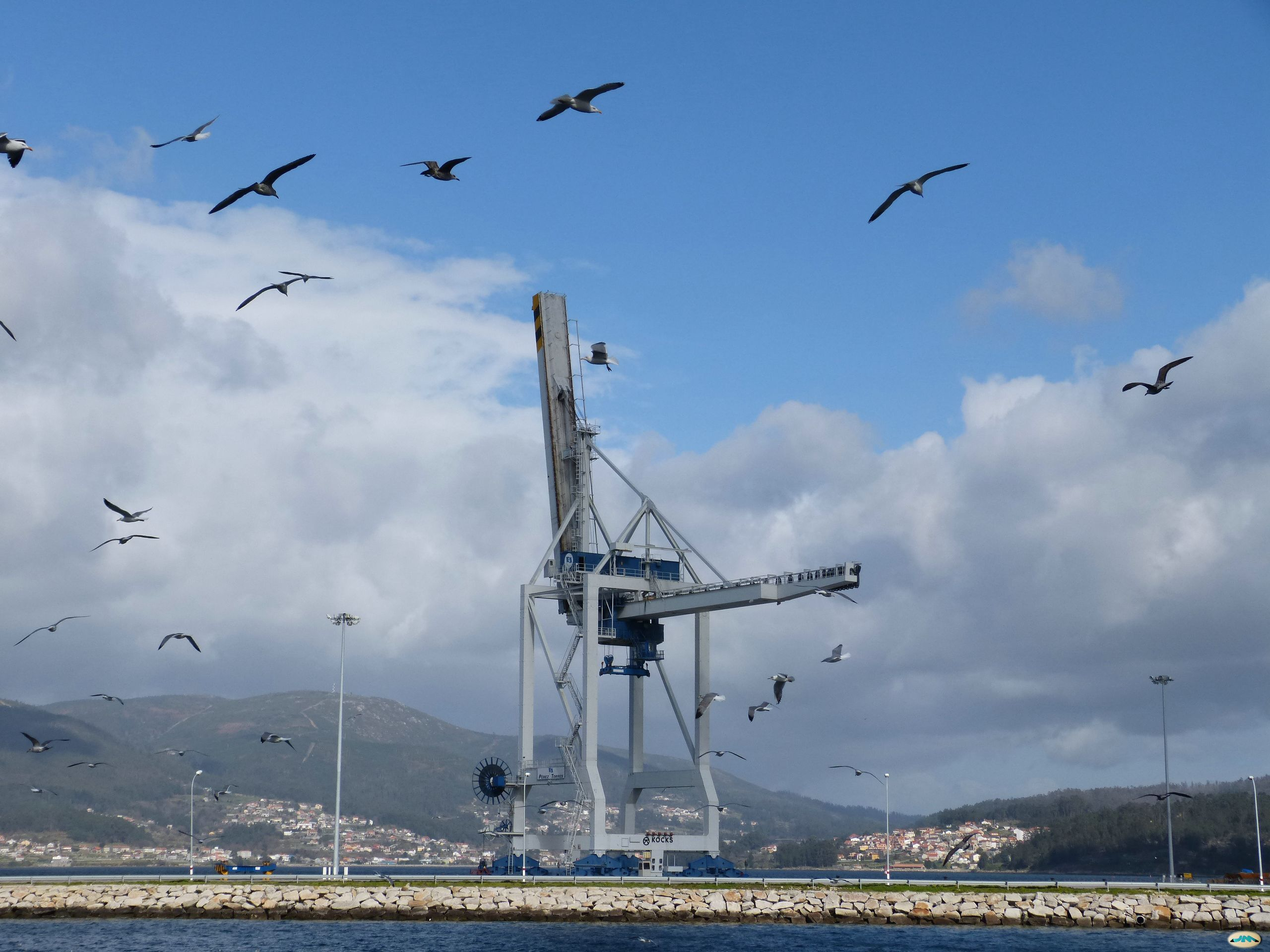
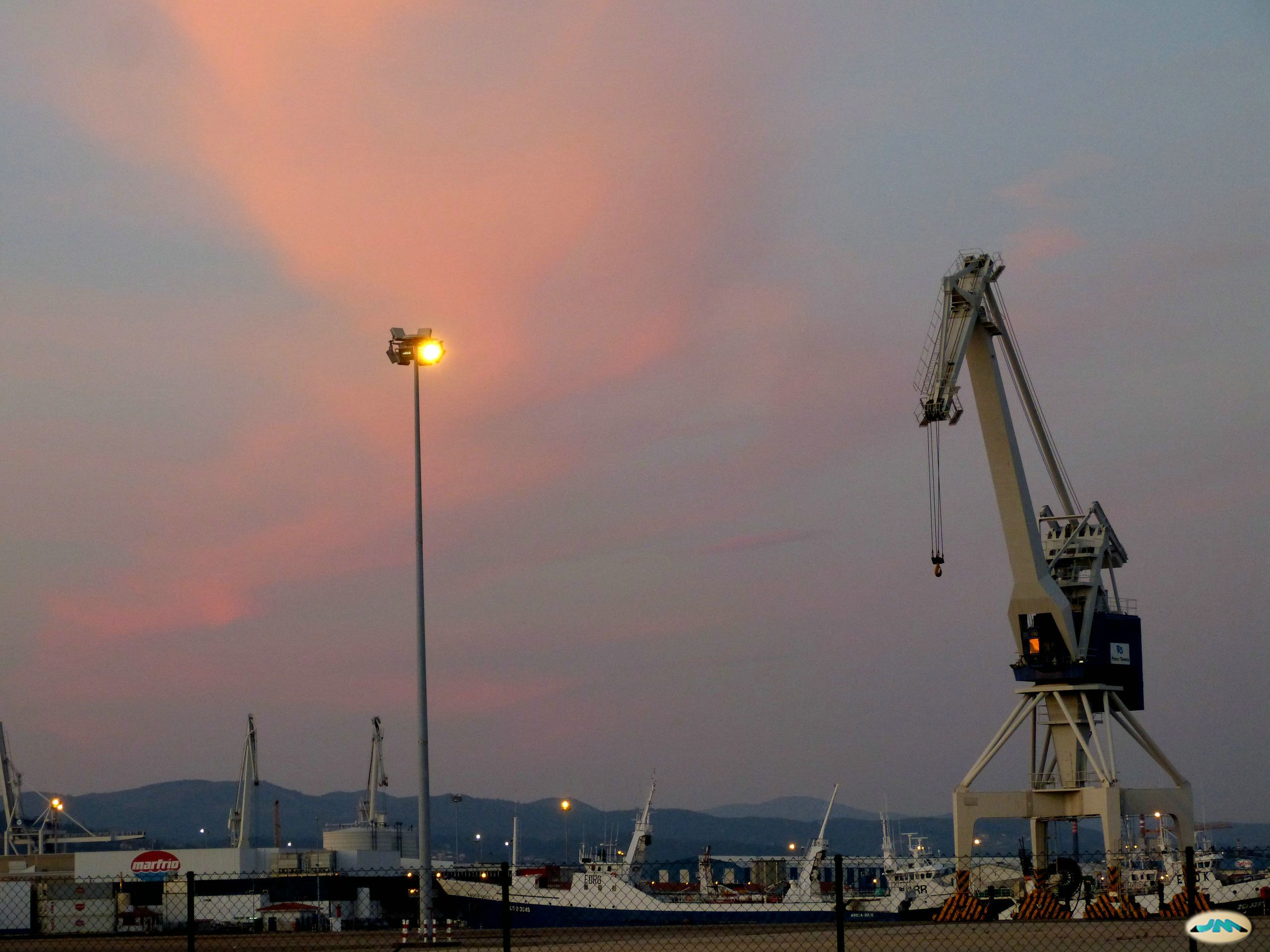
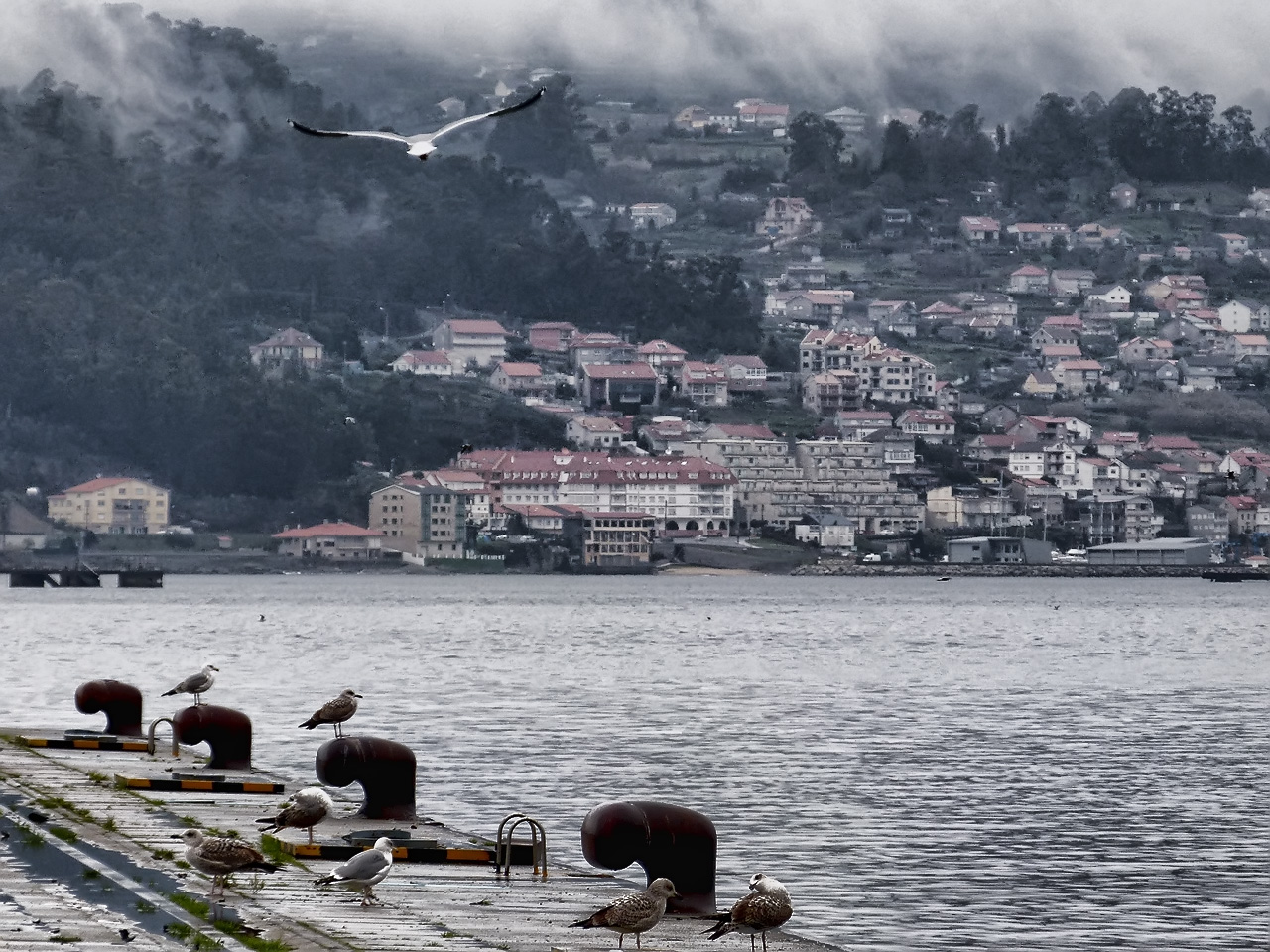
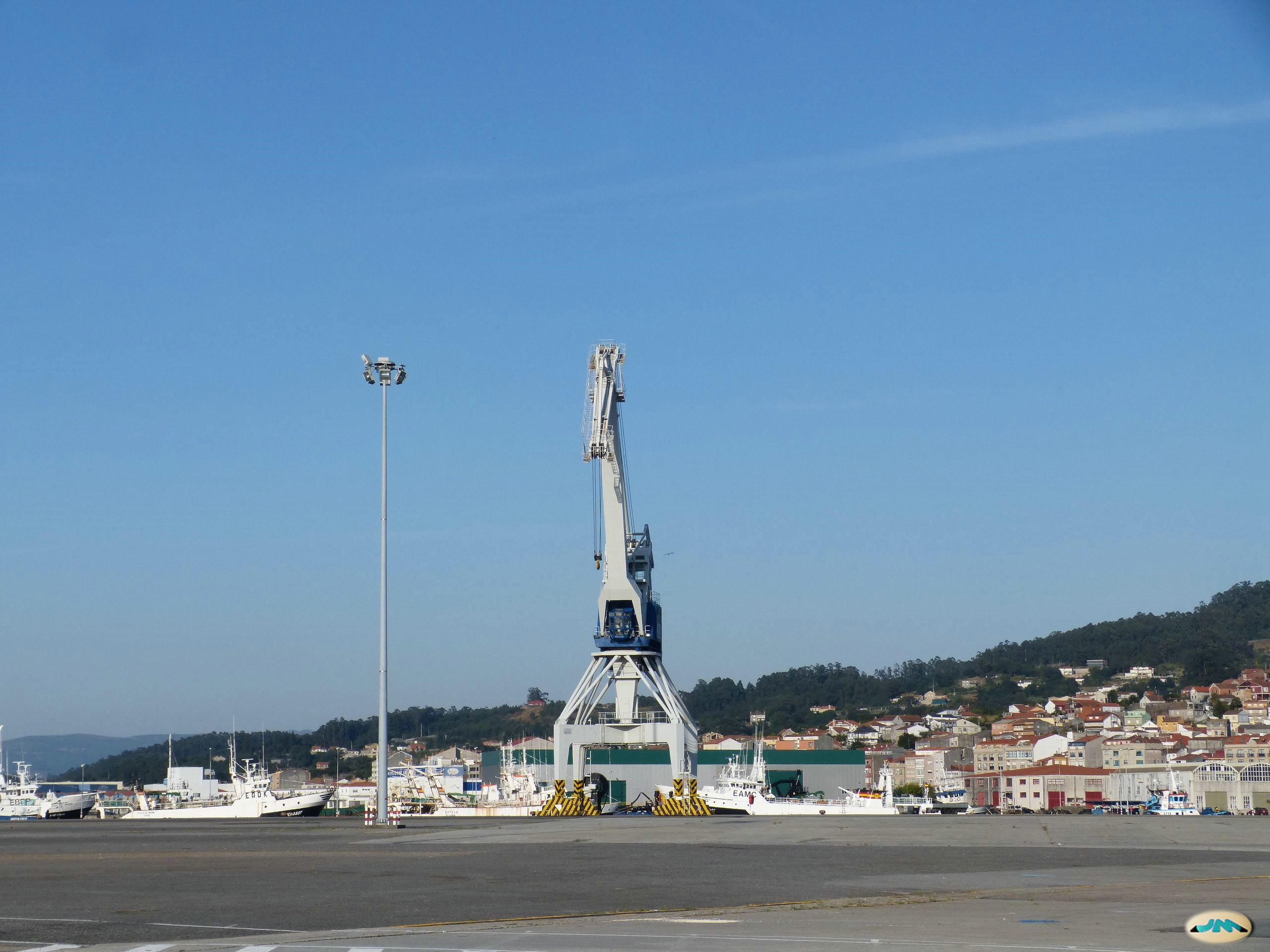
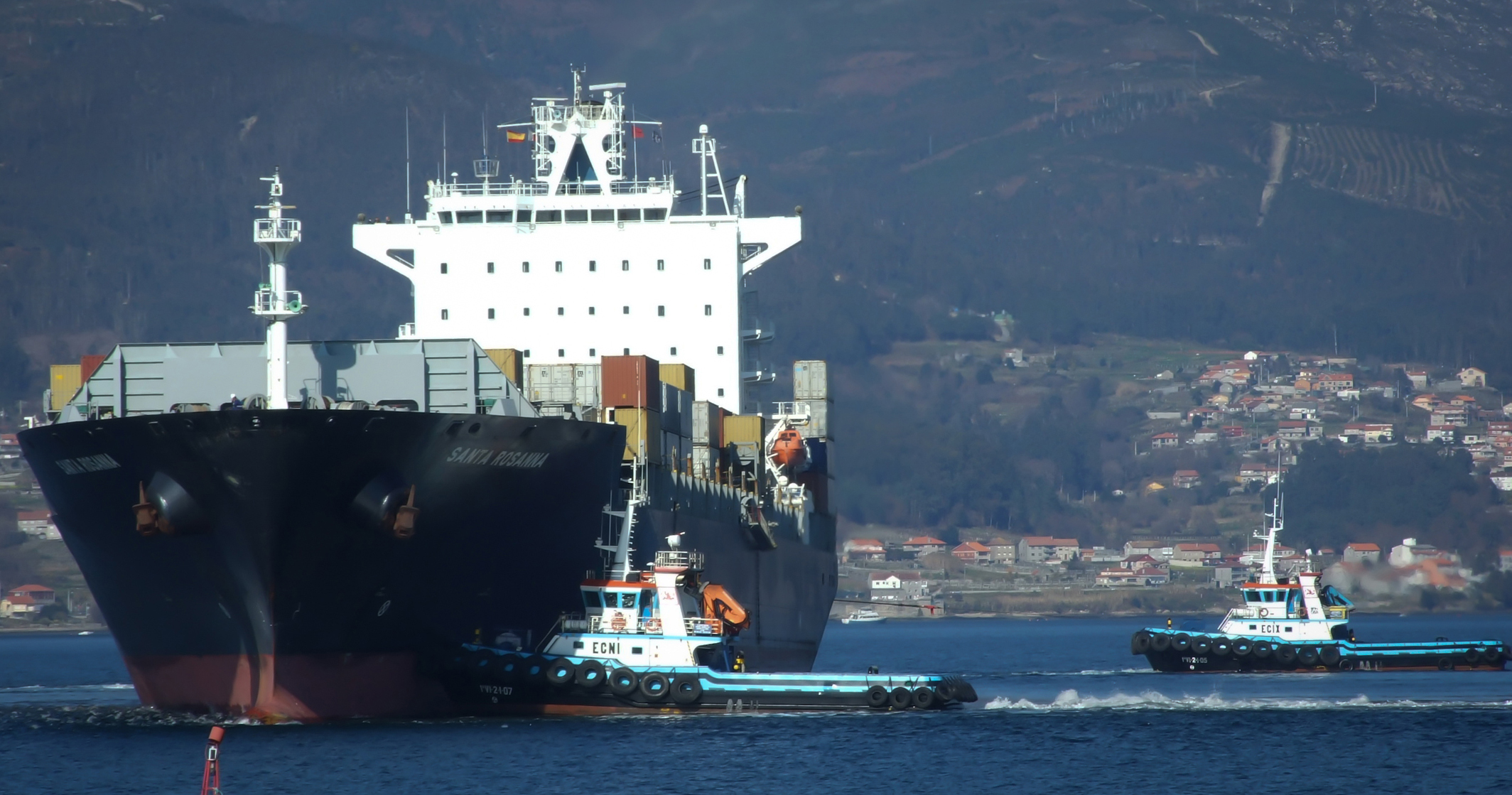
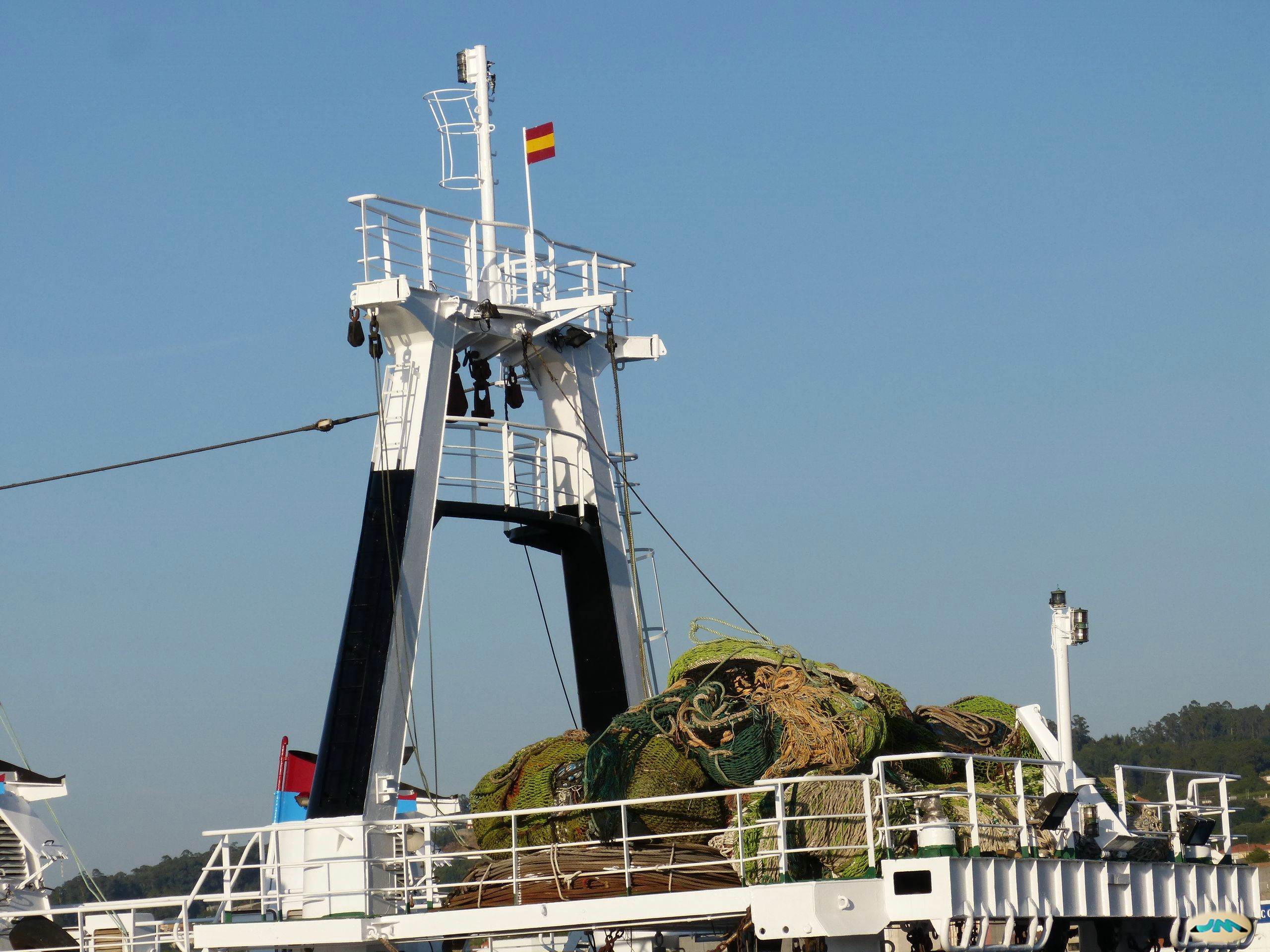